# 五島市立嵯峨島小中学校
五島市立嵯峨島小中学校（ごとうしりつ さがのしま しょうちゅうがっこう）は、長崎県五島市三井楽町嵯峨島にある公立小学校・中学校（小中併設校）。
2024年（令和6年）4月より、小学校は休校となっている。

## 概要
歴史
小学校は1875年（明治8年）創立。中学校は1947年（昭和22年）の学制改革により開校。2015年（平成27年）に創立140周年（中学校は68周年）を迎えた。
学校教育目標
「楽しく生き抜く人間」
校章
中央に「小中」の文字（縦書き）を置いている。
校歌
作詞は島内八郎、作曲は松尾政彦による。歌詞は3番まであり、1番と3番に「嵯峨島」が登場する。
校区
住所表記で五島市三井楽町の後に「嵯峨島」が続く地区。

## 沿革
- 1875年（明治8年）9月 - 嵯峨島観音堂を校舎に「第五大学区 第五中学区[4]嵯峨島小学校」が開校。
- 1878年（明治11年）- 郡制の実施により、松浦郡が4分割され、五島列島部分（宇久・小値賀を除く）は南松浦郡に属することとなる。
  - 12月24日 - 学区改正により、「岐宿部 嵯峨島小学校」に改称[5]。
  - この年、初代校長に橋本豊吉が就任。
- 1880年（明治13年）- 教育令の施行により「公立下等嵯峨島小学校」に改称。
- 1885年（明治18年）10月 - 統合により、「公立中等三井楽小学校 下等嵯峨島分校」となる。
- 1886年（明治19年）9月 - 小学校令が施行され、三井楽小学校より分離し「簡易嵯峨島小学校」として独立。修業年限を3年とする。
- 1899年（明治22年）4月1日 - 町村制の施行により、三井楽村立の小学校となる。
- 1892年（明治25年）9月 - 尋常科を設置の上、「嵯峨島尋常小学校」となる。修業年限を4年とし、複式2学級で授業を行う。
- 1902年（明治35年）9月 - 校舎を新築。
- 1908年（明治41年）4月 - 小学校令の改正により、義務教育年限（尋常科の修業年限）が4年から6年に延長される。尋常科5年を新設。
- 1909年（明治42年）4月 - 尋常科6年を新設。
- 1916年（大正5年）4月 - 実業補習学校を併設。
- 1923年（大正12年）10月 - 現在地に移転。
- 1931年（昭和6年）12月 - 校舎1棟を増築。
- 1933年（昭和8年）3月 - 高等科を併置し、「嵯峨島尋常高等小学校」に改称。
- 1940年（昭和15年）11月3日 - 三井楽町の発足により、三井楽町立の学校となる。
- 1941年（昭和16年）4月1日 - 国民学校令の施行により、「三井楽町嵯峨島国民学校」に改称。尋常科を初等科に改める（初等科6年・高等科2年）。
- 1947年（昭和22年）
  - 4月1日 - 学制改革（六・三制の実施）が行われる。
    - 国民学校の初等科が改組され、「三井楽町立嵯峨島小学校」となる。
    - 国民学校の高等科と青年学校の普通科が改組され、新制中学校「三井楽町立嵯峨島中学校」が発足。小学校に併設される。

  - 5月 - PTAが発足。
- 1950年（昭和25年）1月 - 中学校校舎2教室が完成。
- 1957年（昭和32年）3月 - 小学校校舎4教室を増設。島に電話が引かれる。
- 1964年（昭和39年）
  - 2月 - ミルク給食を開始。
  - 4月 - 中学校特別教室と給食室が完成。
- 1965年（昭和40年）
  - 4月 - 自家発電を開始。
  - 5月 - 嵯峨島全島に送電を開始。
- 1968年（昭和43年）8月 - 運動場に遊具を設置。
- 1971年（昭和46年）3月 - 鉄筋コンクリート造校舎が完成。
- 1973年（昭和48年）7月 - へき地集会所（体育館）が完成。
- 1975年（昭和50年）10月 - 小学校が創立100周年を迎える。校門を設置。
- 1976年（昭和51年）10月 - 水道設備が整備される。
- 1979年（昭和54年）3月 - 校庭に池が完成。
- 1982年（昭和57年）3月 - 校章・校旗を制定。
- 1990年（平成2年）- 木造校舎から新校舎へ改築[1]。
- 2004年（平成16年）8月1日 - 市町村合併で五島市が発足したことにより、「五島市立嵯峨島小中学校」（現校名）へ改称。
- 2021年（令和3年）4月1日 - 中学校を休校とする。[6]
- 2022年（令和4年）4月1日 - 中学校が復校[7]。
- 2024年（令和6年）4月1日 - 小学校が休校となる[2]。

## 交通アクセス
最寄りのバス停
島内に公共交通機関は運行していない。

## 周辺
- 嵯峨島漁港[1]
- 嵯峨島簡易郵便局
- 嵯峨島へき地診療所

## 参考資料
- 「三井楽町郷土誌」（1988年（昭和63年）9月20日, 三井楽町）p. 431 -